# William John Sullivan
William John Sullivan (Stati Uniti d'America, 6 dicembre 1976) è un programmatore e hacker statunitense. Più conosciuto come John Sullivan, è un attivista per la libertà del software, un hacker e uno scrittore. John è attualmente un manager della Free Software Foundation, dove ha lavorato sin dal 2003. È anche un divulgatore e un webmaster del Progetto GNU. Mantiene anche il Plannermode e i pacchetti delicious-el per l'editor di testo Emacs.
Attivo sia nelle comunità dedite al software libero che alla cultura libera, Sullivan ha una laurea in filosofia e un MFA (un Master) in Scrittura e Poesia.
Fino al 2007, John è stato il contatto principale dietro le campagne Defective by Design, BadVista e Play Ogg. Ha lavorato anche come capo-webmaster del progetto GNU, fino a luglio del 2006.

## Biografia
Attivo nel movimento per il software libero e per la cultura libera, John Sullivan conseguì il Bachelor of Arts all'Università statale del Michigan e un MFA in scrittura e poesia. Negli anni del collegio fu un oratore di successo, che parteecipà ai dibattiti pubblici su vari argomenti, classificandosi alle finali della Cross Examination Debate Association, la più grande associazione di college statunitensi che organizza eventi di questo tipo. Inoltre, si posizionò alle semifinali del campionato nazionale National Debate Tournament.
Fino al 2007 fu il principale referente delle campagne Defective by Design, BadVista e Play Ogg. Fino al giugno 2006 prestò servizio come capo dei webmaster del Progetto GNU.
Dal 2011 al 2022 fu direttore esecutivo della Free Software Foundation.

## Il suo ruolo come divulgatore per il progetto GNU
John attualmente tiene dei discorsi sui seguenti argomenti, in Inglese:
- Sulle questioni relative al Digital rights management[6] e sulla campagna Defective by Design dell'FSF.
- Brevetti sui formati dei file, licenze proprietarie e sulla campagna dell'FSF PlayOgg.org
- Sulla scelta del software libero al posto di Windows Vista della Microsoft e sulla campagna dell'FSF, BadVista.org[7]
- Come si può dare una mano: Strategie sulle comunicazione e l'organizzazione circa le idee del software libero
- Perché il software dovrebbe essere libero
- Introduzione alla GPLv3 e alle licenze per il software libero
- I progetti ad alta priorità della FSF/GNU[8]